# Neobrachiella rostrata
Neobrachiella rostrata är en kräftdjursart som först beskrevs av Henrik Nikolai Krøyer 1837.  Neobrachiella rostrata ingår i släktet Neobrachiella och familjen Lernaeopodidae. Arten är reproducerande i Sverige. Inga underarter finns listade i Catalogue of Life.